# 2014 في سلوفاكيا
فيما يلي قوائم الأحداث التي وقعت خلال عام 2014 في سلوفاكيا.

## أحداث
- 13 مايو – فيضانات جنوب شرق أوروبا 2014

## سياسة

### تعيين في المنصب
- 15 يونيو – آندريه كيسكا رئيس سلوفاكيا.

### انتهاء فترة المنصب
- 15 يونيو – إيفان غاشباروفيتش رئيس سلوفاكيا.

## وفيات

### أكتوبر
- 17 أكتوبر – فلاديمير هريفناك (مواليد 1945) لاعب كرة قدم سلوفاكي.[1]